# Seven Mountains
Seven Mountains is het vierde album van de Zwitserse folkrock- en indierock-band 77 Bombay Street uitgebracht op 18 september 2015 na hun zelf gefinancierde onafhankelijke album Dead Bird in 2009 en hun twee studioalbums Up in the Sky in 2011 en Oko Town in 2012. De vier gebroeders Buchli begonnen met het schrijven van de liedjes in Berlijn voordat zij verhuisden naar Australië om nieuwe nummers aan het album toe te voegen. Het album werd opgenomen in Linear Recording Studios en geproduceerd door Chris Vallejo, de oprichter.
De single Seven Mountains werd vooraf uitgebracht op 16 juni 2015 ter voorbereiding van de lancering van het album. De follow-upsingles waren One and Only en Bombay, alle drie begeleid door muziekvideo's.
Het album werd nummer 1 in de Schweizer Hitparade, net als het vorige album Oko Town. Het album werd platina.

## Tracklist
1. Prelude (Intro) (1:14)
2. "Seven Mountains" (4:03)
3. "Club of Optimistic People" (4:21)
4. "Painted" (3:58)
5. "Bombay" (3:23)
6. "Failing" (4:24)
7. Intermezzo (0:36)
8. "Once and Only" (3:27)
9. "Amazing Day" (3:27)
10. "Where Are You" (3:36)
11. "December" (3:20)
12. "Waterproof" (2:52)
13. "Dancing On the Coast" (5:30)
14. "Own the World" (3:25) (bonusnummer)
15. Finale (0:27)